# Ганжаргалын Ганбаатар
Ганжаргалын Ганбаатар (монг. Ганбаатарын Ганжаргал; 10 апреля 1978) — монгольский шашист (международные шашки), чемпион Азии 2012, серебряный призёр чемпионата Азии 2003 года и 2014 года. Неоднократный призёр чемпионата Монголии по международным шашкам. Международный гроссмейстер. FMJD-Id: 10671
Участник чемпионатов мира 2005, 2013 и 2015 годов.